# علم الحشرات الشرعي
هي دراسة تطبيق الحشرات ومفصليات الأرجل الأخرى في التحقيقات الجنائية.
• حالات الطب الشرعي التي تشمل الحشرات والمفصليات الأخرى (مثل العث والقراد والعناكب) التي تحظى بأكبر قدر من الدعاية هي تلك التي تنطوي على وفيات غير طبيعية.
• في مثل هذه الحالات ، يمكن استخدام المفصليات للمساعدة في تحديد وقت الوفاة أو تحديد ما إذا كان قد تم نقل الجثة بعد الوفاة.

## أساس عالم الحشرات
يجب أن يخضع أخصائي علم الحشرات الشرعي لتدريب واسع ومكثف في جميع جوانب بيولوجيا الحشرات ، بما في ذلك علم التشريح وعلم وظائف الأعضاء وعلم التشكل والتصنيف والبيئة ودورات النمو. هذه الخلفية ضرورية لأن أي حشرة تقريبًا قد توفر في وقت أو مكان ما معلومات مفيدة للتحقيق في مشكلة
تتطلب التدخل القانوني. لذلك ، يجب أن يكون عالم الحشرات الشرعي قبل كل شيء عالم حشرات ، مع تخصص في الطب الشرعي.
الأساس المنطقي لاستخدام الحشرات في تحقيقات الطب الشرعي هو أن هذه الكائنات يمكن أن تقدم أدلة موضوعية أكثر من تلك المقدمة من شهادة الشهود ، والمظهر المتغير للجثث التي كانت تتحلل لمدة تزيد عن 24 هـ 48 ساعة ، وأشكال أخرى من الأدلة تفتقر إلى أساس علمي.

## التاريخ[1]
وقعت أقدم جريمة عرف عنها أن الحشرات قدمت أدلة بين عامي 907 و 960 بعد الميلاد في الصين. يشير الذباب الذي استقر على رأس رجل متوفى إلى مكان الضربة القاتلة (Greenberg and Kunich ، 2002). أول حالة معروفة لربطت فيها الحشرات قاتلًا بضحيته تم وصفها من قبل Sung Tz’u ، أيضًا في الصين ، في 1247 (McKnight ، 1981).

## استخداماته
يستخدم بشكل شائع لتحديد الوقت منذ الوفاة. ومع ذلك ، يمكن للحشرات تقديم معلومات مهمة أخرى حول جريمة أو ضحية. علي سبيل المثال،
1) يمكن للحشرات تقديم تفاصيل عن حياة الشخص قبل وفاته.
2) يمكن أن يقدم سلوك الحشرات أيضًا أدلة حول ما حدث في وقت قريب من الوفاة.
3) أخيرًا ، يمكن أن تشير أنواع الحشرات إلى الأحداث التي حدثت بعد الموت.

## الأهمية
يعتبر التطبيق الأكثر شيوعًا لفئة الإجرام الطبي بالتحقيقات المتعلقة بالوفاة.
 العناصر الرئيسية في هذه التحقيقات ،
مثل:
الوقت منذ الوفاة (أي الوقت بين الوفاة واكتشاف الجثة ، والذي يشار إليه عمومًا باسم فترة ما بعد الوفاة أو PMI) ،
حركة الجثة ،
طريقة وسبب الوفاة ،
وربط المشتبه بهم بمسرح الموت ،
قد تتعلق جميعها بحدوث وأنشطة المفصليات .

## الحشرات التي تتواجد في مسرح الجريمة
- ذبابة النفخة السوداء
- ذبابة اللحم
- خنفساء الجيف
- ذبابة الدودة الحلزونية
- خنفساء ديرميستيد.
- ذباب الزجاجة الخضراء

## ذباب الزجاجة الخضراء[2]
توجد في معظم المناطق الاستوائية والمعتدلة في العالم ،
تنتمي ذبابة النفخ هذه إلى عائلة Calliphoridae ، وتلعب L. sericata دورًا مهمًا في الطب الشرعي وغالبًا ما تكون واحدة من أولى الحشرات التي تصل إلى الجثة. وتتغذى على الأنسجة الميتة
1. لذلك اعتادت على تحديد وقت وفاة الضحية.
2. يمكن أن توفر معلومات حول ظروف الجثة.

## دورة حياة الذبابة
تبدأ دورة حياة الذبابة بواسطة أنثى قد تضع ما يصل إلى 300 بيضة. يفقس البيض في حدود 23 بيضة ، وتبدأ يرقات الطور الأول التي تسمى (اليرقات) في التغذية.
تتساقط يرقات الطور الأول إلى الأطوار الثانية كما نرى ، والتي بدورها تتغذى وتتساقط إلى يرقات المرحلة الثالثة ؛ العلف الأخير هو أطول مرحلة تستغرق فيه 130 ساعة ،
في ذلك الوقت تحول إلى خادرة ثم تبرز بعد ذلك كبالغين.

## أهمية ذباب الزجاجة الخضراء
لوسيليا سيريكاتا هي نوع مهم لعلماء الحشرات في الطب الشرعي. مثل معظم الكاليفورات ، تمت دراسة L. sericata بشكل مكثف وتم توثيق دورة حياتها وعاداتها جيدًا. وفقًا لذلك ، يتم استخدام مرحلة تطورها على الجثة لحساب الحد الأدنى لفترة ما بعد الوفاة ، بحيث يمكن استخدامها للمساعدة في تحديد وقت وفاة الضحية. يمكن أن يوفر وجود أو عدم وجود L. sericata معلومات حول ظروف الجثة. إذا بدت الحشرات وكأنها على طريق تطورها الطبيعي ، فمن المحتمل أن الجثة لم تزعجها. تشير علامات دورة الحياة المضطربة ، أو غيابها عن الجسم المتحلل ، إلى العبث بالجسم بعد الوفاة. نظرًا لأن L. sericata هي واحدة من أولى الحشرات التي استعمرت جثة ، فهي مفضلة على العديد من الأنواع الأخرى في تحديد الوقت التقريبي للاستعمار ، وبالتالي وقت وفاة الضحية. يتم تحديد التقدم التنموي بدقة نسبية عن طريق قياس طول ووزن اليرقات في مختلف الأطوار مع مراعاة درجة الحرارة ، والتي يمكن أن تؤثر على وقت التطور إلى حد كبير.

## حدود علم الحشرات الشرعي
- المعلومات غير الدقيقة قد تسبب تقديرات غير صحيحة لوقت الموت
- في فصل الشتاء ، يقتصر علم الحشرات الشرعي بسبب غياب الحشرات .
- علم الحشرات الشرعي لا يمكن أن يؤدي إلى نتائج فورية.
- يمكن أن تؤثر المعالجات (مثل التجميد أو الدفن أو التغليف) التي تستبعد الحشرات على التقديرات.